# Serie C 2025-2026 (calcio femminile)
L'edizione 2025-2026 sarà l'ottava del campionato italiano di Serie C di calcio femminile, terza serie nazionale. Il campionato inizierà il 12 ottobre 2025 e si concluderà il 26 aprile 2026.

## Stagione

### Novità
All'ottava edizione del campionato nazionale di Serie C hanno avuto il diritto di chiedere l'iscrizione tutte le 33 squadre che hanno acquisito tale diritto al termine della Serie C 2024-2025, le 3 squadre retrocesse dalla Serie B 2024-2025 e tutte le 17 squadre vincitrici i campionati regionali di Eccellenza. Dalla Serie C 2024-2025 sono stati promossi in Serie B lo Spezia, il Venezia ed il Trastevere; sono state retrocesse in Eccellenza il  Blues Pietrasanta, la Torres, il Formello CR, il Chieti, l'Isera, il Ravenna, il Nitor, il Siracusa e la Giovanile Rocca. Dalla Serie B 2024-2025 sono stati retrocessi l'Orobica, l'Academy Pavia e la Vis Mediterranea.
Delle squadre aventi diritto non sono state ammesse per mancata presentazione della domanda di partecipazione al campionato:
- SSD Accademia SPAL,
- ASD Vis Mediterranea Soccer,
- Delfino Pescara 1936.

Tra le squadre aventi diritto non sono state ammesse per espressa rinuncia alla partecipazione al campionato:
- ASD Gelbison Woman,
- Pol. Monterosso,
- ASD Seventeen Potenza,
- ASD Football Genova Calcio,
- US Recanatese.

Tra le aventi diritto, non è stata ammessa per cessazione delle attività:
- ASD Bulè Bellinzago.

Il Frosinone ed il Vicenza sono state poi ripescate in Serie B. A completamento organico sono state ammesse, in qualità di ripescate, le seguenti società:
- ASD Calcio Femminile Chieti,
- ASD Women Torres Calcio,
- AC Reggiana 1919,
- Ascoli Calcio FC 1898,
- CUS Cosenza,
- AC ChievoVerona SSD.

La prima squadra dell'ASD Independiente Ivrea è stata spostata a Caronno Pertusella, dando vita alla Caronnese Women SSD. L'ASD Trento Calcio Femminile si è fusa con la Trento Academy, ramo d'azienda dall'AC Trento 1921, dando vita alla Trento Academy SCSD.

### Formula
Le 48 squadre partecipanti sono state divise in quattro gironi da 12 squadre ciascuno. In ogni gruppo, le squadre si affrontano in un girone all'italiana con partite di andata e ritorno per un totale di 22 giornate. In seguito alla riduzione del numero di promozioni in Serie B da tre a due, le prime due classificate in ciascun girone accedono ai play-off promozione. I play-off si articolano su due turni: al primo turno, le prime classificate dei gironi considerati affrontano le seconde classificate in gara unica; le vincitrici accedono al secondo turno, che si gioca sempre in gara unica in campo neutro e decreta le due squadre promosse.

## Girone A

### Squadre partecipanti
| Club                          | Città                   | Stagione precedente                           |
| ----------------------------- | ----------------------- | --------------------------------------------- |
| U.S. Angelo Baiardo           | Genova                  | 7º posto in Serie C/A                         |
| A.S.D. Atletico Uri           | Uri                     | 1º posto in Eccellenza Sardegna               |
| A.S.D. Azalee Solbiatese 1911 | Gallarate (VA)          | 6º posto in Serie C/A                         |
| Caronnese Women S.S.D.        | Caronno Pertusella (VA) | 9º posto in Serie C/A                         |
| F.C. Lesmo S.S.D.             | Lesmo (MB)              | 5º posto in Serie C/A                         |
| A.S.D. Moncalieri Calcio 1953 | Moncalieri (TO)         | 3º posto in Serie C/A                         |
| S.S.D. Pro Sesto 1913         | Sesto San Giovanni (MI) | 2º posto in Serie C/A                         |
| A.S.D. Real Meda C.F.         | Meda (MB)               | 4º posto in Serie C/A                         |
| A.S.D. F.C. Sedriano          | Sedriano (MI)           | 12º posto in Serie C/A                        |
| S.P.D. Tharros                | Oristano                | 10º posto in Serie C/A                        |
| Torino F.C.                   | Torino                  | 1º posto in Eccellenza Piemonte/Valle d'Aosta |
| A.S.D. Women Torres Calcio    | Sassari                 | 14º posto in Serie C/A, ripescato             |

### Classifica
|  | Pos. | Squadra           | Pt | G | V | N | P | GF | GS | DR |
|  | ---- | ----------------- | -- | - | - | - | - | -- | -- | -- |
|  | 1.   | Angelo Baiardo    | 0  | 0 | 0 | 0 | 0 | 0  | 0  | 0  |
|  | 2.   | Atletico Uri      | 0  | 0 | 0 | 0 | 0 | 0  | 0  | 0  |
|  | 3.   | Azalee Solbiatese | 0  | 0 | 0 | 0 | 0 | 0  | 0  | 0  |
|  | 4.   | Caronnese         | 0  | 0 | 0 | 0 | 0 | 0  | 0  | 0  |
|  | 5.   | Lesmo             | 0  | 0 | 0 | 0 | 0 | 0  | 0  | 0  |
|  | 6.   | Moncalieri        | 0  | 0 | 0 | 0 | 0 | 0  | 0  | 0  |
|  | 7.   | Pro Sesto         | 0  | 0 | 0 | 0 | 0 | 0  | 0  | 0  |
|  | 8.   | Real Meda         | 0  | 0 | 0 | 0 | 0 | 0  | 0  | 0  |
|  | 9.   | Sedriano          | 0  | 0 | 0 | 0 | 0 | 0  | 0  | 0  |
|  | 10.  | Tharros           | 0  | 0 | 0 | 0 | 0 | 0  | 0  | 0  |
|  | 11.  | Torino FC         | 0  | 0 | 0 | 0 | 0 | 0  | 0  | 0  |
|  | 12.  | Torres            | 0  | 0 | 0 | 0 | 0 | 0  | 0  | 0  |

Legenda:
  Ammessa ai play-off promozione.
Note:
- Tre punti a vittoria, uno a pareggio, zero a sconfitta.

### Risultati
|                 | Ang  | Atl  | Aza  | Car  | Les  | Mon  | Pro  | ReM  | Sed  | Tha  | TFC  | Tor  |
| --------------- | ---- | ---- | ---- | ---- | ---- | ---- | ---- | ---- | ---- | ---- | ---- | ---- |
| Angelo Baiardo  | –––– | -    | -    | -    | -    | -    | -    | -    | -    | -    | -    | -    |
| Atletico Uri    | -    | –––– | -    | -    | -    | -    | -    | -    | -    | -    | -    | -    |
| Azalee          | -    | -    | –––– | -    | -    | -    | -    | -    | -    | -    | -    | -    |
| Caronnese Women | -    | -    | -    | –––– | -    | -    | -    | -    | -    | -    | -    | -    |
| Lesmo           | -    | -    | -    | -    | –––– | -    | -    | -    | -    | -    | -    | -    |
| Moncalieri      | -    | -    | -    | -    | -    | –––– | -    | -    | -    | -    | -    | -    |
| Pro Sesto       | -    | -    | -    | -    | -    | -    | –––– | -    | -    | -    | -    | -    |
| Real Meda       | -    | -    | -    | -    | -    | -    | -    | –––– | -    | -    | -    | -    |
| Sedriano        | -    | -    | -    | -    | -    | -    | -    | -    | –––– | -    | -    | -    |
| Tharros         | -    | -    | -    | -    | -    | -    | -    | -    | -    | –––– | -    | -    |
| Torino FC       | -    | -    | -    | -    | -    | -    | -    | -    | -    | -    | –––– | -    |
| Torres          | -    | -    | -    | -    | -    | -    | -    | -    | -    | -    | -    | –––– |

## Girone B

### Squadre partecipanti
| Club                          | Città                     | Stagione precedente                                                              |
| ----------------------------- | ------------------------- | -------------------------------------------------------------------------------- |
| S.S.D. Academy Calcio Pavia   | Pavia                     | 15º posto in Serie B                                                             |
| U.S. Azzurra S. Bartolomeo    | Trento                    | 1º posto in Eccellenza Trento/Bolzano                                            |
| A.C. ChievoVerona S.S.D.      | Verona                    | 2º posto nel girone gold dell'Eccellenza Veneto/Friuli Venezia Giulia, ripescato |
| S.S.D. Dolomiti Bellunesi     | Belluno, Feltre, Sedico   | 1º posto nel girone gold dell'Eccellenza Veneto/Friuli Venezia Giulia            |
| S.S.D. Orobica Calcio Bergamo | Bergamo                   | 14º posto in Serie B                                                             |
| A.S.D. Pro Palazzolo          | Palazzolo sull'Oglio (BS) | 1º posto in Eccellenza Lombardia                                                 |
| Real Vicenza                  | Vicenza                   | 8º posto in Serie C/B                                                            |
| F.C. Südtirol                 | Bolzano                   | 2º posto in Serie C/B                                                            |
| A.S.D. U.P.C. Tavagnacco      | Tavagnacco (UD)           | 11º posto in Serie C/B                                                           |
| Trento Academy S.C.S.D.       | Trento                    | 3º posto in Serie C/B                                                            |
| A.S.D. Venezia Calcio 1985    | Venezia                   | 6º posto in Serie C/B                                                            |
| S.S.D. Villorba Calcio        | Villorba (TV)             | 7º posto in Serie C/B                                                            |

### Classifica
|  | Pos. | Squadra                | Pt | G | V | N | P | GF | GS | DR |
|  | ---- | ---------------------- | -- | - | - | - | - | -- | -- | -- |
|  | 1.   | Academy Pavia          | 0  | 0 | 0 | 0 | 0 | 0  | 0  | 0  |
|  | 2.   | Azzurra San Bartolomeo | 0  | 0 | 0 | 0 | 0 | 0  | 0  | 0  |
|  | 3.   | Chievo                 | 0  | 0 | 0 | 0 | 0 | 0  | 0  | 0  |
|  | 4.   | Dolomiti Bellunesi     | 0  | 0 | 0 | 0 | 0 | 0  | 0  | 0  |
|  | 5.   | Orobica                | 0  | 0 | 0 | 0 | 0 | 0  | 0  | 0  |
|  | 6.   | Pro Palazzolo          | 0  | 0 | 0 | 0 | 0 | 0  | 0  | 0  |
|  | 7.   | Real Vicenza           | 0  | 0 | 0 | 0 | 0 | 0  | 0  | 0  |
|  | 8.   | Südtirol               | 0  | 0 | 0 | 0 | 0 | 0  | 0  | 0  |
|  | 9.   | Tavagnacco             | 0  | 0 | 0 | 0 | 0 | 0  | 0  | 0  |
|  | 10.  | Trento Academy         | 0  | 0 | 0 | 0 | 0 | 0  | 0  | 0  |
|  | 11.  | Venezia 1985           | 0  | 0 | 0 | 0 | 0 | 0  | 0  | 0  |
|  | 12.  | Villorba               | 0  | 0 | 0 | 0 | 0 | 0  | 0  | 0  |

Legenda:
  Ammessa ai play-off promozione.
Note:
- Tre punti a vittoria, uno a pareggio, zero a sconfitta.

### Risultati
|                        | AcP  | Azz  | Chi  | Dol  | Oro  | Pro  | ReV  | Süd  | Tav  | Tre  | VeC  | Vil  |
| ---------------------- | ---- | ---- | ---- | ---- | ---- | ---- | ---- | ---- | ---- | ---- | ---- | ---- |
| Academy Pavia          | –––– | -    | -    | -    | -    | -    | -    | -    | -    | -    | -    | -    |
| Azzurra San Bartolomeo | -    | –––– | -    | -    | -    | -    | -    | -    | -    | -    | -    | -    |
| Chievo                 | -    | -    | –––– | -    | -    | -    | -    | -    | -    | -    | -    | -    |
| Dolomiti Bellunesi     | -    | -    | -    | –––– | -    | -    | -    | -    | -    | -    | -    | -    |
| Orobica                | -    | -    | -    | -    | –––– | -    | -    | -    | -    | -    | -    | -    |
| Pro Palazzolo          | -    | -    | -    | -    | -    | –––– | -    | -    | -    | -    | -    | -    |
| Real Vicenza           | -    | -    | -    | -    | -    | -    | –––– | -    | -    | -    | -    | -    |
| Südtirol               | -    | -    | -    | -    | -    | -    | -    | –––– | -    | -    | -    | -    |
| Tavagnacco             | -    | -    | -    | -    | -    | -    | -    | -    | –––– | -    | -    | -    |
| Trento Academy         | -    | -    | -    | -    | -    | -    | -    | -    | -    | –––– | -    | -    |
| Venezia Calcio 1985    | -    | -    | -    | -    | -    | -    | -    | -    | -    | -    | –––– | -    |
| Vicenza                | -    | -    | -    | -    | -    | -    | -    | -    | -    | -    | -    | –––– |

## Girone C

### Squadre partecipanti
| Club                         | Città              | Stagione precedente                              |
| ---------------------------- | ------------------ | ------------------------------------------------ |
| Ascoli Calcio 1898 FC        | Ascoli Piceno      | 2º posto in Eccellenza Marche, ripescato         |
| Casolese Calcio S.S.D.       | Casole d'Elsa (SI) | 1º posto in Eccellenza Toscana                   |
| A.S.D. C.F. Chieti           | Chieti             | 13º posto in Serie C/B, ripescato                |
| A.S.D. Gatteo Mare           | Gatteo a Mare (FC) | 12º posto in Serie C/B                           |
| A.S.D. Grifone Gialloverde   | Roma               | 9º posto in Serie C/C                            |
| A.D.P. L.F. Jesina Aurora    | Jesi (AN)          | 9º posto in Serie C/B                            |
| P.D. Montespaccato           | Roma               | 11º posto in Serie C/C                           |
| S.S.D. Nuova Alba            | Perugia            | 1º posto in Eccellenza Umbria                    |
| A.S.D. Original Celtic Bhoys | Reggio Emilia      | 1º posto in Eccellenza Emilia Romagna            |
| A.C. Reggiana 1919           | Reggio Emilia      | 2º posto in Eccellenza Emilia Romagna, ripescato |
| A.S.D. Femminile Riccione    | Riccione (RN)      | 10º posto in Serie C/B                           |
| S.S.D. Roma Calcio Femminile | Roma               | 3º posto in Serie C/C                            |

### Classifica
|  | Pos. | Squadra               | Pt | G | V | N | P | GF | GS | DR |
|  | ---- | --------------------- | -- | - | - | - | - | -- | -- | -- |
|  | 1.   | Ascoli Calcio         | 0  | 0 | 0 | 0 | 0 | 0  | 0  | 0  |
|  | 2.   | Casolese              | 0  | 0 | 0 | 0 | 0 | 0  | 0  | 0  |
|  | 3.   | Chieti                | 0  | 0 | 0 | 0 | 0 | 0  | 0  | 0  |
|  | 4.   | Gatteo Mare           | 0  | 0 | 0 | 0 | 0 | 0  | 0  | 0  |
|  | 5.   | Grifone Gialloverde   | 0  | 0 | 0 | 0 | 0 | 0  | 0  | 0  |
|  | 6.   | L.F. Jesina           | 0  | 0 | 0 | 0 | 0 | 0  | 0  | 0  |
|  | 7.   | Montespaccato         | 0  | 0 | 0 | 0 | 0 | 0  | 0  | 0  |
|  | 8.   | Nuova Alba            | 0  | 0 | 0 | 0 | 0 | 0  | 0  | 0  |
|  | 9.   | Original Celtic Bhoys | 0  | 0 | 0 | 0 | 0 | 0  | 0  | 0  |
|  | 10.  | AC Reggiana           | 0  | 0 | 0 | 0 | 0 | 0  | 0  | 0  |
|  | 11.  | Riccione              | 0  | 0 | 0 | 0 | 0 | 0  | 0  | 0  |
|  | 12.  | Roma CF               | 0  | 0 | 0 | 0 | 0 | 0  | 0  | 0  |

Legenda:
  Ammessa ai play-off promozione.
Note:
- Tre punti a vittoria, uno a pareggio, zero a sconfitta.

### Risultati
|                       | Asc  | Cas  | Chi  | Gat  | Gri  | Jes  | Mon  | NuA  | OCB  | Reg  | Ric  | Rom  |
| --------------------- | ---- | ---- | ---- | ---- | ---- | ---- | ---- | ---- | ---- | ---- | ---- | ---- |
| Ascoli                | –––– | -    | -    | -    | -    | -    | -    | -    | -    | -    | -    | -    |
| Casolese              | -    | –––– | -    | -    | -    | -    | -    | -    | -    | -    | -    | -    |
| Chieti                | -    | -    | –––– | -    | -    | -    | -    | -    | -    | -    | -    | -    |
| Gatteo Mare           | -    | -    | -    | –––– | -    | -    | -    | -    | -    | -    | -    | -    |
| Grifone               | -    | -    | -    | -    | –––– | -    | -    | -    | -    | -    | -    | -    |
| Jesina                | -    | -    | -    | -    | -    | –––– | -    | -    | -    | -    | -    | -    |
| Montespaccato         | -    | -    | -    | -    | -    | -    | –––– | -    | -    | -    | -    | -    |
| Nuova Alba            | -    | -    | -    | -    | -    | -    | -    | –––– | -    | -    | -    | -    |
| Original Celtic Bhoys | -    | -    | -    | -    | -    | -    | -    | -    | –––– | -    | -    | -    |
| Reggiana              | -    | -    | -    | -    | -    | -    | -    | -    | -    | –––– | -    | -    |
| Riccione              | -    | -    | -    | -    | -    | -    | -    | -    | -    | -    | –––– | -    |
| Roma CF               | -    | -    | -    | -    | -    | -    | -    | -    | -    | -    | -    | –––– |

## Girone D

### Squadre partecipanti
| Club                            | Città                   | Stagione precedente                        |
| ------------------------------- | ----------------------- | ------------------------------------------ |
| A.S.D. Academy Abatese 2021     | Sant'Antonio Abate (NA) | 1º posto in Eccellenza Campania            |
| S.S.D. Catania                  | Catania                 | 12º posto in Serie C/C                     |
| Colleferro Calcio               | Colleferro (RM)         | 1º posto in Eccellenza Lazio               |
| CUS Cosenza                     | Cosenza                 | 2º posto in Eccellenza Calabria, ripescato |
| A.S.D. Lecce Women              | Lecce                   | 10º posto in Serie C/C                     |
| S.S.D. Women Matera Città Sassi | Matera                  | 5º posto in Serie C/C                      |
| Palermo F.C.                    | Palermo                 | 7º posto in Serie C/C                      |
| A.S.D. Pink Sport Time          | Bari                    | 1º posto in Eccellenza Puglia              |
| U.S. Salernitana 1919           | Salerno                 | 6º posto in Serie C/C                      |
| Sportiva Rende                  | Rende (CS)              | 1º posto in Eccellenza Calabria            |
| A.S.D. Villaricca Calcio        | Napoli                  | 8º posto in Serie C/C                      |
| Virtus Femminile Marsala S.S.D. | Marsala (TP)            | 1º posto in Eccellenza Sicilia             |

### Classifica
|  | Pos. | Squadra            | Pt | G | V | N | P | GF | GS | DR |
|  | ---- | ------------------ | -- | - | - | - | - | -- | -- | -- |
|  | 1.   | Abatese            | 0  | 0 | 0 | 0 | 0 | 0  | 0  | 0  |
|  | 2.   | Catania            | 0  | 0 | 0 | 0 | 0 | 0  | 0  | 0  |
|  | 3.   | Colleferro         | 0  | 0 | 0 | 0 | 0 | 0  | 0  | 0  |
|  | 4.   | CUS Cosenza        | 0  | 0 | 0 | 0 | 0 | 0  | 0  | 0  |
|  | 5.   | Lecce              | 0  | 0 | 0 | 0 | 0 | 0  | 0  | 0  |
|  | 6.   | Matera Città Sassi | 0  | 0 | 0 | 0 | 0 | 0  | 0  | 0  |
|  | 7.   | Palermo FC         | 0  | 0 | 0 | 0 | 0 | 0  | 0  | 0  |
|  | 8.   | Pink Sport Time    | 0  | 0 | 0 | 0 | 0 | 0  | 0  | 0  |
|  | 9.   | US Salernitana     | 0  | 0 | 0 | 0 | 0 | 0  | 0  | 0  |
|  | 10.  | Rende              | 0  | 0 | 0 | 0 | 0 | 0  | 0  | 0  |
|  | 11.  | Villaricca         | 0  | 0 | 0 | 0 | 0 | 0  | 0  | 0  |
|  | 12.  | Virtus Marsala     | 0  | 0 | 0 | 0 | 0 | 0  | 0  | 0  |

Legenda:
  Ammessa ai play-off promozione.
Note:
- Tre punti a vittoria, uno a pareggio, zero a sconfitta.

### Risultati
|                    | AcA  | Cat  | Col  | CUS  | Lec  | Mat  | Pal  | PST  | Sal  | SpR  | Vil  | Vir  |
| ------------------ | ---- | ---- | ---- | ---- | ---- | ---- | ---- | ---- | ---- | ---- | ---- | ---- |
| Academy Abatese    | –––– | -    | -    | -    | -    | -    | -    | -    | -    | -    | -    | -    |
| Catania            | -    | –––– | -    | -    | -    | -    | -    | -    | -    | -    | -    | -    |
| Colleferro         | -    | -    | –––– | -    | -    | -    | -    | -    | -    | -    | -    | -    |
| CUS Cosenza        | -    | -    | -    | –––– | -    | -    | -    | -    | -    | -    | -    | -    |
| Lecce              | -    | -    | -    | -    | –––– | -    | -    | -    | -    | -    | -    | -    |
| Matera Città Sassi | -    | -    | -    | -    | -    | –––– | -    | -    | -    | -    | -    | -    |
| Palermo            | -    | -    | -    | -    | -    | -    | –––– | -    | -    | -    | -    | -    |
| Pink Sport Time    | -    | -    | -    | -    | -    | -    | -    | –––– | -    | -    | -    | -    |
| Salernitana        | -    | -    | -    | -    | -    | -    | -    | -    | –––– | -    | -    | -    |
| Sportiva Rende     | -    | -    | -    | -    | -    | -    | -    | -    | -    | –––– | -    | -    |
| Villaricca         | -    | -    | -    | -    | -    | -    | -    | -    | -    | -    | –––– | -    |
| Virtus Marsala     | -    | -    | -    | -    | -    | -    | -    | -    | -    | -    | -    | –––– |